# Tito Vespasiano (ópera)
Tito Vespasiano es una ópera en tres actos con música del compositor alemán Johann Adolph Hasse (Bergedorf, 1699-Venecia, 1783) sobre un antiguo libreto en italiano de Pietro Metastasio, titulado La clemenza di Tito (La clemencia de Tito). Se estrenó en el Teatro del Sole de Pésaro, el 24 de septiembre de 1735.

## Historia

### Precedentes
La clemencia de Tito (La clemenza di Tito)  fue el quinto “dramma per musica” que el poeta oficial del Emperador de Austria, el italiano Pietro Metastasio (1698 – 1782), proporcionó al compositor Antonio Caldara (Venecia, 1670 – Viena, 1736), a la sazón vice-maestro de capilla de la corte imperial de Viena. Los cuatro libretos anteriores fueron:  Demetrio (1731),  Adriano in Siria (1732),  Olimpiade (1733) y  Demofoonte (1733).
La ópera, dividida en tres actos y cantada en italiano, se estrenó en Viena el día de la onomástica del emperador Carlos VI, en el  Teatro Imperial, el 4 de noviembre de 1734.
Las fuentes a las que acudió Metastasio para los hechos históricos que se narran, fueron algunos capítulos de Las vidas de los doce césares, del historiador romano Suetonio, presentando a Tito como un tirano magnánimo, muy en la línea del Despotismo ilustrado imperante en la época.

### Representaciones
En 1735, el compositor alemán Johann Adolph Hasse (Bergedorf, 1699 – Venecia, 1783) retomó el libreto de Metastasio para componer una ópera, en tres actos y cantada en italiano, a la que tituló Tito Vespasiano, cuyo estreno tuvo lugar en el Teatro del Sole de Pésaro, el 24 de septiembre.
Hubo una segunda versión, la de Dresde. En 1738, Hasse, revisó por completo la partitura de su “Tito Vespasiano”, cuyo estreno tuvo lugar, con motivo del aniversario de la coronación del  Elector de Sajonia Federico Augusto II como rey de Polonia, en el Hoftheater de Dresde, el 17 de enero.
En 1759, Hasse compuso una tercera versión, cuyo estreno tuvo lugar en Nápoles.

## Personajes

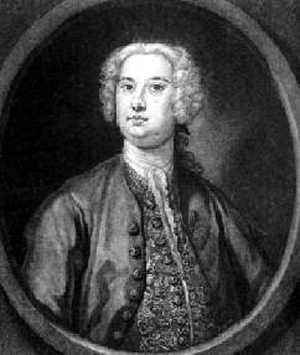
El castrato Giovanni Carestini (1705, 1760), (c1740)

| Personaje                                        | Tesitura | Reparto el 24 de septiembre de 1735 Director: Johann Adolph Hasse | Reparto el 17 de enero de 1738 Director: Johann Adolph Hasse |
| ------------------------------------------------ | -------- | ----------------------------------------------------------------- | ------------------------------------------------------------ |
| Tito (emperador romano)                          | tenor    | Angelo Amorevoli                                                  | Francesco Tolve                                              |
| Vitellia (hija del emperador romano Vitelio)     | soprano  | Faustina Bordoni                                                  | Faustina Bordoni                                             |
| Servilia (hermana de Sesto y enamorada de Annio) | soprano  | Anna Peruzzi                                                      | ?                                                            |
| Sesto (amigo de Tito y enamorado de Vitellia)    | castrato | Giovanni Carestini (Cusanino)                                     | Giovanni Carestini, (Cusanino)                               |
| Annio (amigo de Sesto y enamorado de Servilia)   | castrato | Giuseppe Appianino                                                | Felice Salimbeni                                             |
| Publio (comandante de la guardia pretoriana)     | soprano  | Vittoria Peruzzi                                                  | ?                                                            |

## Argumento
La acción se desarrolla en Roma, en el año 79.

La patricia romana Vitellia, hija del anterior emperador, despechada por el rechazo de Tito, decide asesinarlo. Convence a su enamorado Sesto para que provoque un incendio, y en el tumulto, acabe con la vida del emperador. Sesto se debate entre cumplir los deseos de su amada o traicionar a su amigo el emperador. 

Las preferencias de Tito se dirigen hacia la joven Servilia, hermana de Sesto, y enamorada de Annio. Cuando el emperador declara su pasión a Servilia, ésta le confiesa su amor por Annio, pero se muestra obediente a acatar el deseo de su emperador. Tito, admirado por la sinceridad y lealtad de Servilia, permite a ésta unirse a Annio. 

Se produce el intencionado incendio en el capitolio. Sesto, entre el tumulto de las llamas y el humo, cree asestar un golpe mortal a Tito, pero su puñal no ha herido al emperador, sino a un cómplice. El senado condena a muerte a los implicados en el intento de magnicidio. Tito duda entre aplicar la ley o perdonar a su querido amigo Sesto, pues lo cree incapaz de traicionarlo. Finalmente, ante la multitud reunida en el anfiteatro, Tito manda llamar a Sesto y le concede el perdón. Vitellia se arroja a los pies del emperador y también es perdonada. Todos alaban la clemencia de Tito.

## Influencia
Metastasio tuvo gran influencia sobre los compositores de ópera desde principios del siglo XVIII a comienzos del siglo XIX. Los teatros de más renombre representaron en este período obras del ilustre italiano, y los compositores musicalizaron los libretos que el público esperaba ansioso. La clemencia de Tito fue utilizada por más de 40 compositores para componer otras tantas óperas; sin embargo el paso del tiempo ha hecho caer en el olvido a todas ellas, salvo la compuesta por Mozart.